# Rez slézová

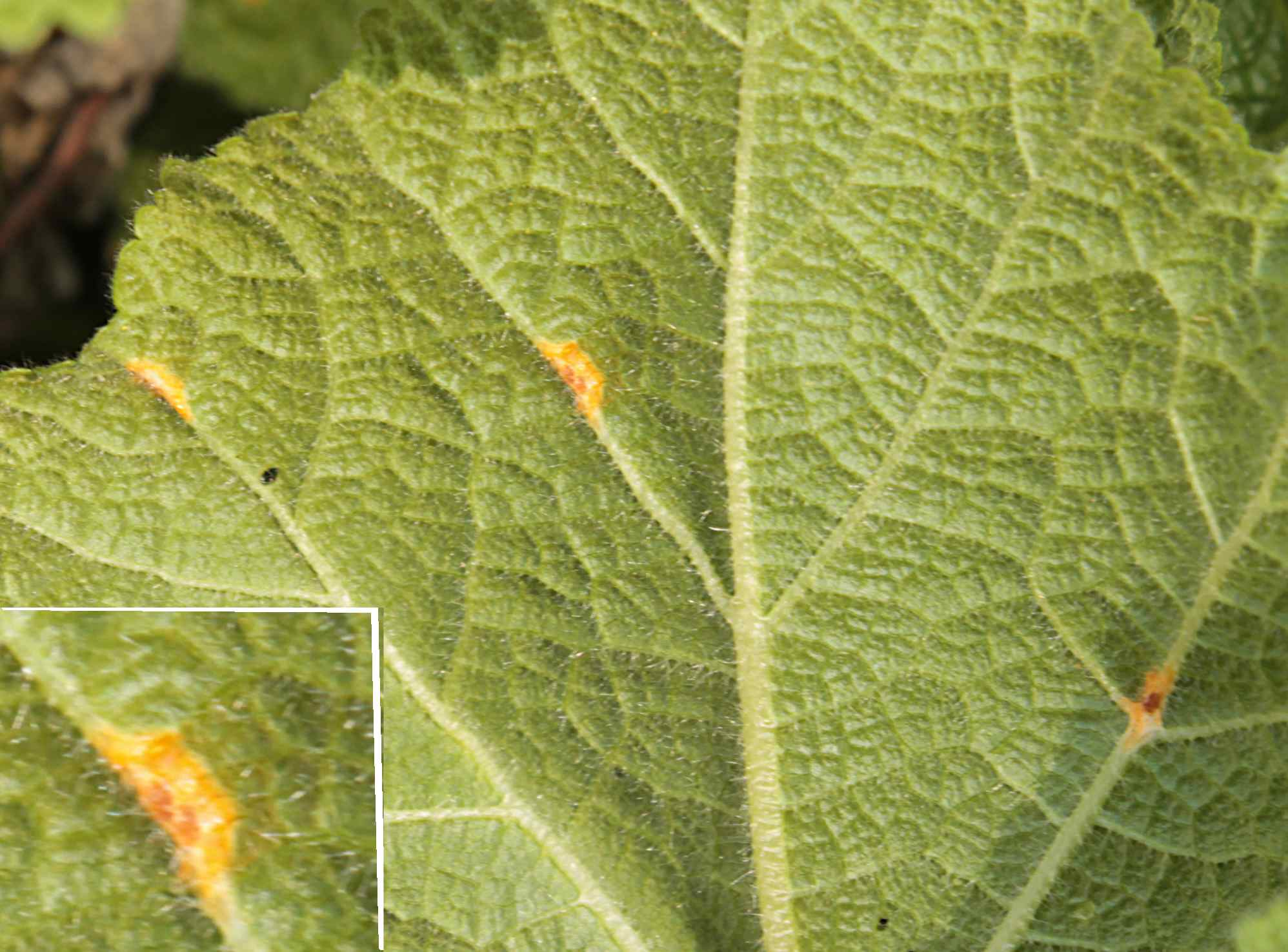
Rez na rubu mladého listu slézové růže (duben)

Rez slézová (Puccinia malvacearum) je houba, jednobytná rez z čeledě rzi Pucciniaceae. K vývojovému cyklu potřebuje jednoho hostitele. Rez slézová je známá jako patogen, který napadá proskurník topolovku (Althaea rosea). Podle některých zdrojů rostlinu menší napadení významně nepoškodí, podle jiných zdrojů bývá napadení rzí tak významné, že zásadně omezuje pěstování proskurníku topolovky jako okrasné rostliny.

## EPPO kód
PUCCMA

## Synonyma

### Vědecké názvy

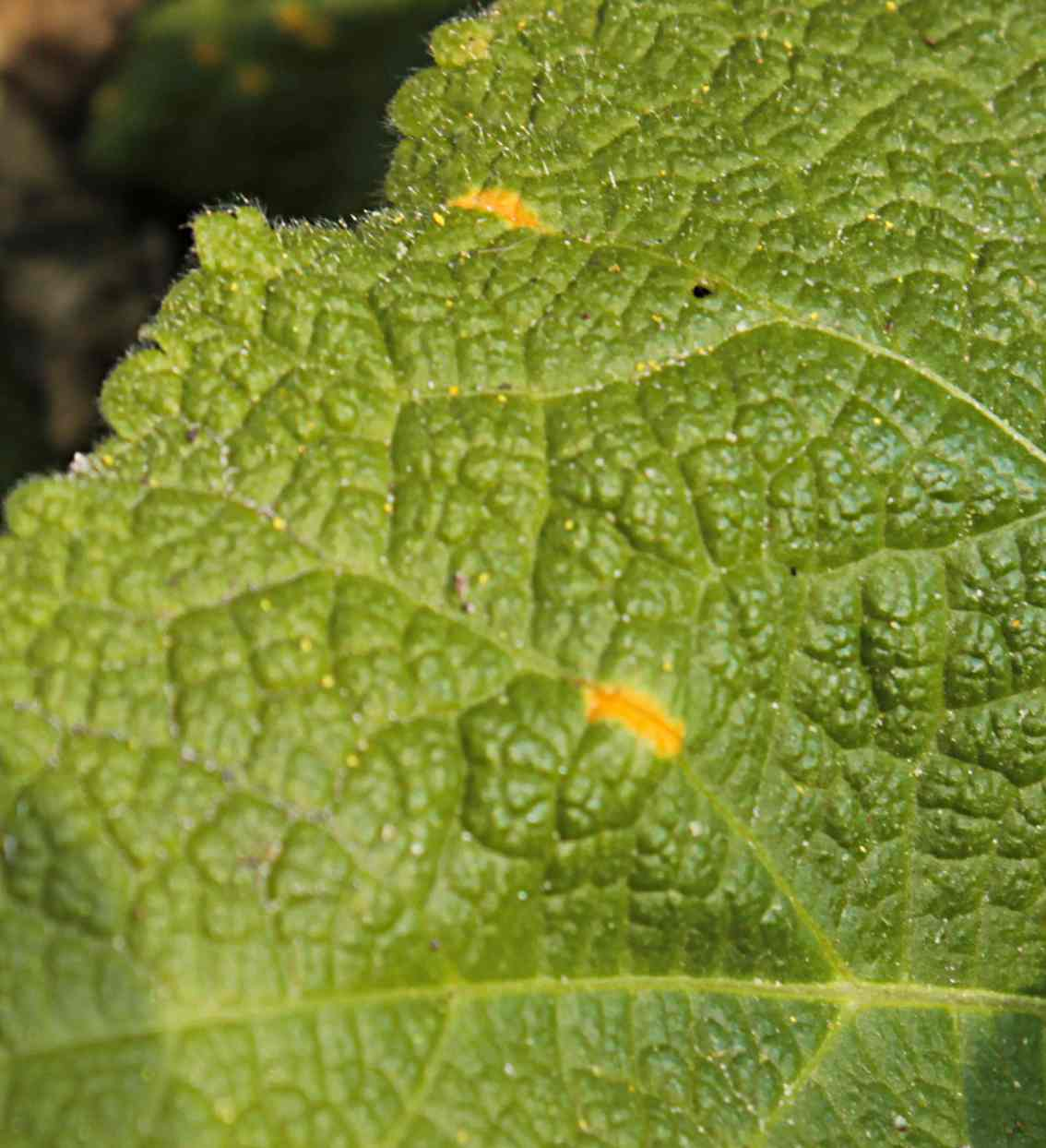
Rez na svrchní straně listu (duben)

- Puccinia sidae-rhombifoliae Mayor

## Zeměpisné rozšíření
Hollyhock rez byla poprvé zaznamenána v roce 1852 v Chile, kde je původní. V roce 1857 byla zjištěna v Austrálii a v roce 1869 se šířila ve Španělsku, odkud proniká rychle přes zbytek Evropy. V roce 1875 byla hlášena z Jižní Afriky a dosáhla USA v roce 1886. V současné době se onemocnění vyskytuje na celém světě.

## Hostitel
Podle coopext.colostate.edu je známo více hostitelů patogena s označením rez slézová Puccinia malvacearum , patří mezi ně proskurník Althaea (proskurník topolovka, slézová růže) nebo ibišek Hibiscus .

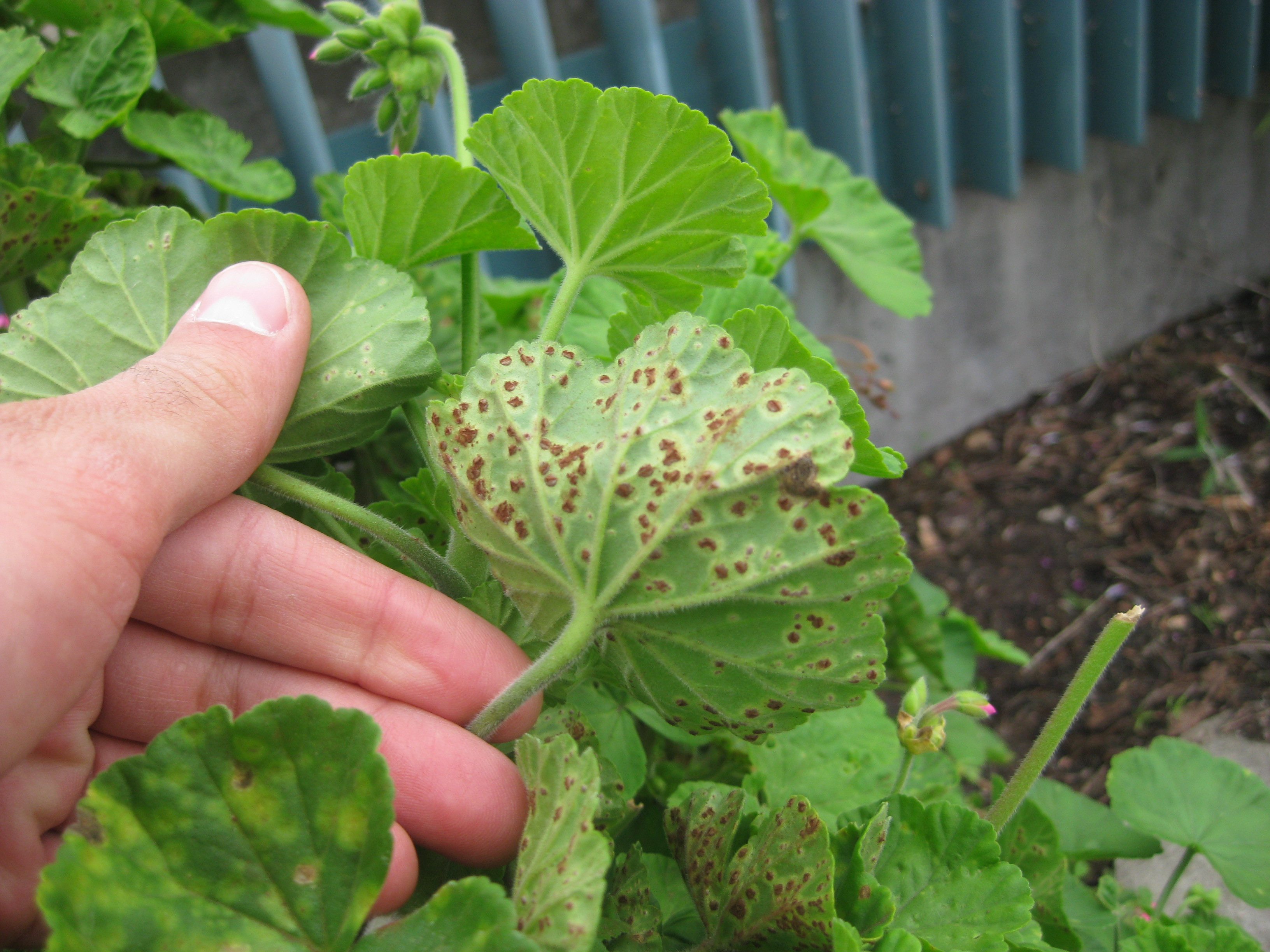
Rez na spodní straně listu v listopadu.

## Příznaky
Na listech slézové růže infikované rzí se tvoří světle žluté skvrny. Hnědé rzivé plodnice bývají na spodní straně listů. Plodnice se mohou také objevit na stonku rostliny, pokud je infekce vážná.

## Význam
Zřetelně viditelná estetická vada. Nepoškozuje významně rostlinu. Nicméně, v případě závažné infekce mohou puchýře omezit fotosyntézu a vést k vadnutí listů. Někteří autoři ovšem uvádí, že rez znemožňuje používat slézové růže jako okrasnou rostlinu.

## Šíření
Větrem.

## Ochrana rostlin

### Prevence
Riziko infekce snižuje výsadba rostlin v místě, ve kterém dostatečně cirkuluje vzduch. Proto je také vhodné zachovat mezi rostlinami takovou vzdálenost, která proudění vzduchu nebrání. Při zalévání je třeba nekropit listy, ale zalévat ke kořeni. Zvýšená vlhkost vzduchu kolem rostlin vede k vyšší tvorbě výtrusů rzi.

### Agrotechnická opatření
Patogen přezimuje na listech. Důležité je na podzim a brzo na jaře odstranit všechny infikované části rostliny a odumřelé části. Rzivé listy je třeba odstraňovat i během vegetačního období. Napadené lodyhy by měly být odstraněny po odkvetení rostliny. Zbytky rostlin lze spálit, zarýt nebo zkompostovat. Doporučuje se odstranit slézovité plevele.

### Chemická ochrana
Lze provést postřik fungicidy, a to preventivně. Pravidelně aplikovat sirnaté přípravky lze již několik týdnů před předpokládanou infekcí.

#### Doporučené přípravky
Mastana SC (mancozeb)